# Project Nim
Project Nim was een onderzoeksproject van professor Herbert Terrace naar het aanleren van taalvaardigheid door chimpansees. De vraag die hij wilde beantwoorden was "Kan een chimpansee een zin construeren?" Zijn conclusie was negatief; een chimpansee kan met behulp van gebarentaal woorden leren en kan leren iets te vragen, maar geen betekenisvolle zinnen construeren.

## Het project
Professor Herbert Terrace was een gedragspsycholoog aan de Columbia Universiteit. Het was zijn idee om een aap met behulp van gebarentaal te leren communiceren met mensen. Het project kon inzicht geven in de ontwikkeling van taal. Terrace leende eind 1973 van het Institute for Primate Studies in Oklahoma een pasgeboren chimpansee, Nim, en koos voor hem een pleeggezin waar hij zou opgroeien alsof hij een mens was.
Stephanie LaFarge nam die taak op zich. Terrace koos voor LaFarge omdat ze empathisch was, en omdat ze een groot gezin van 7 kinderen had. Nim moest in alle opzichten als mensenkind behandeld worden. Stephanie LaFarge gaf Nim een paar maanden de borst. Na 3 maanden kon hij lopen. Niemand in het gezin was goed in gebarentaal, maar het lukte om Nim elementaire woorden aan te leren. Het gezin LaFarge was echter niet erg gedisciplineerd en Nim groeide op zonder structuur. Hij dronk soms alcohol, en kreeg soms trekjes van een joint. Nim werd niet geobserveerd, en er was geen opvoedingsschema voor hem gemaakt. Stephanie LaFarge leverde geen projectrapportage af. LaFarge, die psychoanalyse studeerde en zich bezighield met het oedipuscomplex, zag Nim ook als haar studieobject, en zag het leren van taal in die context als contraproductief. Professor Terrace zocht daarom een onderzoeksassistent die in dit project de observatie en educatie van Nim systematisch op zich wilde nemen. Daarvoor werd de studente Laura-Ann Petitto aangetrokken. Laura-Ann stelde een leerplan voor Nim op. Terrace kon in het huis van LaFarge geen onderzoeksomgeving voor educatie en observatie creëren, en reserveerde daarom een klaslokaal aan de Columbia Universiteit om hem in een neutrale omgeving te kunnen onderwijzen. Nim begon nu steeds meer woorden te leren. Stephanie LaFarge voelde zich door deze ontwikkelingen echter buitengesloten, en begon Laura-Ann de toegang tot Nim in haar huis te ontzeggen. Ze dreigde zelfs dat ze Nim bij professor Terrace weg zou halen, en Terrace besloot daarom Nim uit Stephanies gezin weg te halen. Hij was in de gelegenheid om Delafield Estate, een buitenhuis in Riverdale (Bronx) waar de rector magnificus had gewoond, te reserveren voor het project. In september 1975 verhuisde Nim naar het buitenhuis.
Het project verliep goed, er kwam subsidie en de media kregen er lucht van.
Intussen was Nim gegroeid tot een tamelijk forse aap. Zijn hoektanden waren niet verwijderd en dat leverde een gevaar op. Hij begon branie te krijgen, en werd bij tijd en wijle agressief. Laura-Ann werd verschillende malen gebeten. Joyce Butler, een andere docente die deelnam aan de opleiding van Nim, werd een keer door Nim gebeten, waarop zij hem direct in zijn oor beet. Haar heeft hij daarna niet meer gebeten.
Laura-Ann Petitto verliet het project om persoonlijke redenen. Toen Nim in de gaten kreeg dat Laura-Ann zich klaar maakte om te vertrekken, sprong hij op haar en sloeg haar hoofd tegen de grond. Er waren 4 mannen nodig om Nim los te maken van Laura-Ann.
Renee Falitz was de volgende docente die bij het project betrokken raakte, maar hoe groter Nim werd, hoe moeilijker het werd voor de vrouwen om hem de baas te blijven.
Nim kwam in zijn puberteit. Het werd steeds moeilijker om het experiment voortgang te laten hebben. Nim werd ruwer en agressiever. Renee Falitz werd in haar wang gebeten, en raakte ernstig gewond. Dat was voor haar reden om zich terug te trekken.
Professor Terrace maakte daarom een einde aan het praktische gedeelte van het project, en begon met de analyse van de verzamelde onderzoekgegevens.
Professor Terrace publiceerde begin 1979 het boek "Nim, a chimpanzee who learned sign language" waarin hij concludeerde dat de experimenten minder hadden bewezen dan dat hij aanvankelijk had gehoopt. Nim communiceerde niet om zijn ideeën of gedachten te uiten, maar kopieerde gebaren om te bedelen. Zijn enige motivatie was het bedelen: "Geef dat" of "Ik wil dat". Bovendien is een serie woorden volgens Terrace niet per se een grammaticale zin. Het project was er niet in geslaagd om te communiceren met een aap op een menselijk niveau.

## Wie was Nim
Nim was een mannetjeschimpansee die in november 1973 werd geboren bij Carolyn, een chimpansee in het Institute for Primate Studies in Oklahoma. Nim werd weggehaald toen hij amper twee weken oud was. Professor Terrace plaatste de pasgeboren chimpansee in het gezin van Stephanie LaFarge. Zij moest de chimpansee opvoeden alsof het een kind was, zo veel mogelijk aan het gezinsleven laten deelnemen en gebarentaal aanleren.
Nadat zijn onderzoek was afgesloten ging Nim september 1977 terug naar het Institute for Primate Studies, vanwaar hij uitgeleend was. Het instituut was een veel primitiever omgeving dan die waarin Nim opgegroeid was. Bovendien zag hij voor het eerst in zijn leven andere chimpansees. Nim moest zich socialiseren, een chimpansee worden in plaats van een verwend kind.
Om de schok van de overgang niet te groot te maken werd Nim gekoppeld aan Mac, een rustig, niet-dominant, mannetje.
Professor Terrace kwam een jaar later terug voor een fotosessie. Nim had hem een jaar niet gezien, maar reageerde uitgelaten op zijn terugkeer. Maar het was slechts voor korte duur, aan het eind van de dag vertrok Terrace weer, Nim teleurgesteld achterlatend.
Bob Ingersoll van het instituut zag in dat Nim ook een andere sociale uitdaging nodig had en besloot zich op te werpen als maatje voor Nim. Hij wist beter dan de onderzoekers van de universiteit hoe je met een chimpansee om moest gaan. Hij sprak ook in gebarentaal met hem en nam hem regelmatig mee voor lange wandelingen buiten het Instituut. Nim knoopte ook vriendschap aan met Lily, een andere chimpansee die weinig vrienden had in de groep.
Op een dag bezocht James Mahoney het Institute for Primate Studies om chimpansees te selecteren voor het Laboratory for Experimental Medicine and Surgery in Primates (LEMSIP), een instituut dat vaccins testte voordat ze werden toegelaten op de markt. Het Institute for Primate Studies had financiële problemen en Mahony was bereid de apen over te nemen. 
De medewerkers van het Institute for Primate Studies hadden daar moeite mee en probeerden nog een andere uitweg voor de apen te vinden, maar niemand was er in geïnteresseerd. Toch was er, nadat een artikel in The Boston Globe verscheen over het lot van Nim, een advocaat, Henry Herrmann, die zich het lot van de aap aantrok. Zijn redenatie was, dat als de chimpansee van jongs af aan is geleerd dat hij een mens is, hij hem ook als mens moest behandelen. Bovendien kon deze chimpansee, weliswaar in gebarentaal, voor zichzelf spreken in de rechtbank. Hermann wilde Nim in een kooi in de rechtbank in gebarentaal laten zeggen dat hij er uit wilde. De hoop was dat LEMSIP het vanwege de negatieve publiciteit niet zo ver wilde laten komen. Op dat moment bood Cleveland Amory aan om Nim een plaats te geven op zijn Black Beauty Ranch voor mishandelde dieren in Murchison (Texas). Hij kocht Nim en nam hem in april 1983 mee. De ranch was eigenlijk gesticht voor paarden en andere viervoeters. Nim was de enige chimpansee op de ranch en niemand wist hoe een chimpansee moest worden verzorgd. Nim was er eenzaam. Cleveland Amory verbood de verzorger Bob Ingersoll, de laatste die een goede band met Nim had opgebouwd, de ranch te bezoeken.

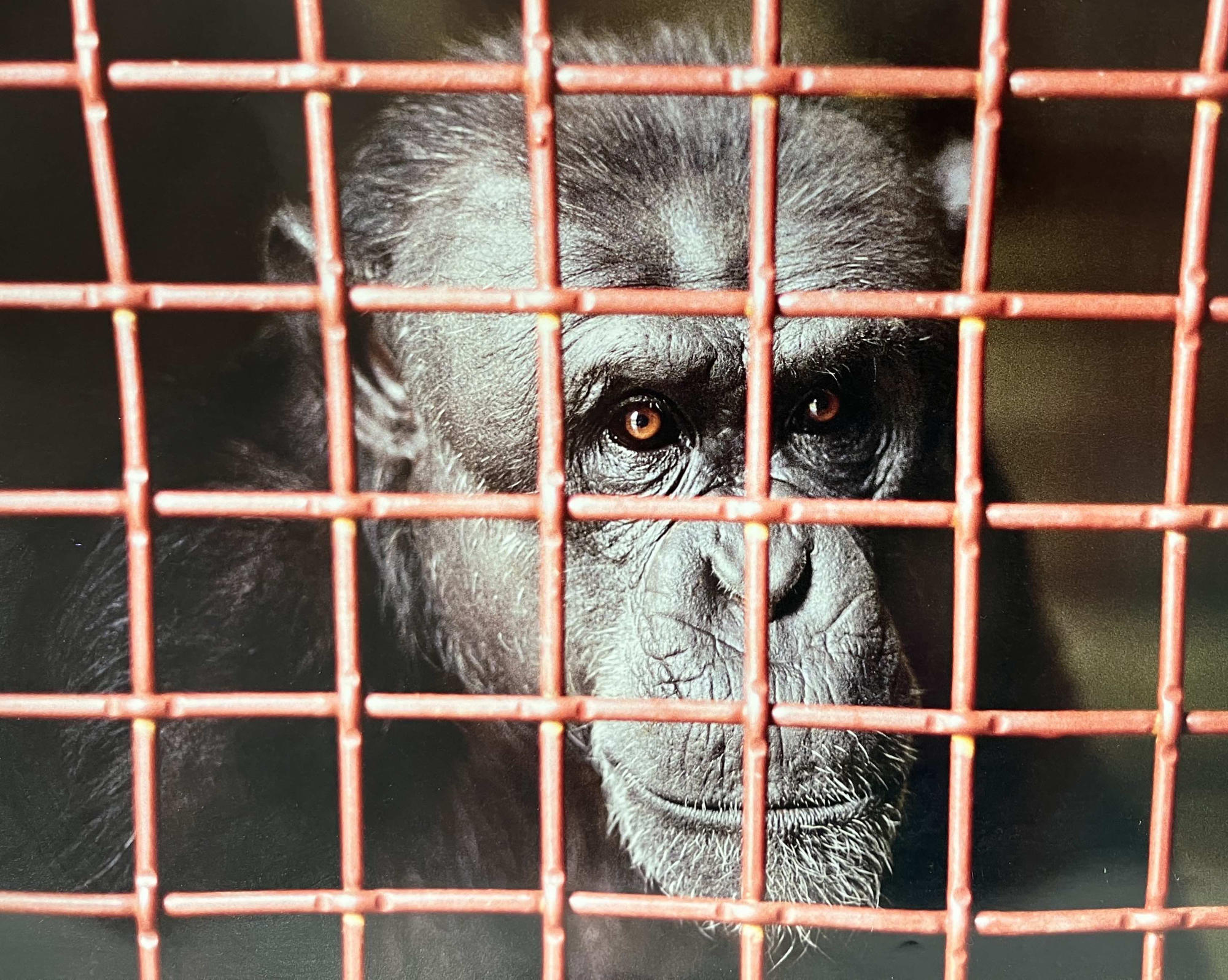
Nim op de Black Beauty Ranch (Bob Ingersoll, 1999)

Stephanie LaFarge hoorde dat Nim een plaats had gekregen op de ranch en besloot de aap te bezoeken. Toen Stephanie uit de auto stapte herkende Nim haar meteen, maar hij reageerde niet enthousiast. Hoewel het werd afgeraden, stapte Stephanie de kooi in. Nim viel haar aan. Hij greep haar bij haar enkel en sleepte haar heen en weer. Nim was woedend, maar hij doodde haar niet. Hij liep weg, waardoor Stephanie kon ontsnappen.
Een jaar nadat Nim door Amory was gekocht, kocht Amory een vrouwtjeschimpansee als gezelschap. Na tien jaar werd zij ziek en stierf, en Nim was opnieuw alleen. De Black Beauty Ranch was inmiddels door Chris Byrne overgenomen en Bob Ingersoll was nu welkom. Nim herkende hem en kon nog steeds in gebarentaal met hem communiceren. Ingersoll stelde Byrne voor om een nieuw maatje voor Nim te zoeken. In 1995 sloot LEMSIP de deuren. Twee chimpansees, Midge en Lulu, verhuisden naar de Black Beauty Ranch. Nim woonde nog 5 jaar met ze samen. In mei 2000 overleed hij, 26 jaar oud.

## Wetenswaardigheden
- Nim is ook bekend als Nim Chimpsky, een woordspeling op de naam Noam Chomsky, een invloedrijke taalwetenschapper.
- Over het project werd in 2008 de documentaire Project Nim gemaakt onder regie van James Marsh.